# Heritiera littoralis
El taloto de Filipinas, manglar espejo o dugún (Heritiera littoralis) es un árbol grande con nueces en forma de ala, que se reconoce más fácilmente por las escamas plateadas en la parte inferior de sus hojas, que por lo tanto aparecen verdes desde arriba y blancas desde abajo (Litsea mellifera de la familia Lauraceae tiene el mismo tipo de hojas). Se encuentra en las zonas costeras de África tropical, Bangladés, India, Filipinas y otras zonas del sudeste asiático.
La madera dura del árbol se ha utilizado históricamente en la construcción de barcos, como por ejemplo el balangay filipino. Los frutos del árbol (conocido como dungon localmente) también se usan en la cocina filipina para hacer kinilaw. En el sudeste de India se le llama sundori ghaschh.

## Nombres comunes
Los nombres nativos para el árbol incluyen:
- Bengalí – sundari (সুন্দরী) (সুন্দরি)
- Bahasa Indonesia – dungun kecil, dungun laut
- Filipino - dungon, palugapig[3]
- Hindi – sundari (सुंदरी)
- Japonés – sakishimasuōnoki (サキシマスオウノキ)
- Malayo – pokok dungun
- Cingalés – etuna (ඇටුන) / ho mediriya (හෝ මැදිරිය)
- Tongano – mamaea
- Vietnamita – cui biển
- Visayano – dungon
- Maldivo – ކަހަރުވައް (kaharuvah)

## Usos
El árbol se cosecha para obtener madera y se lo valora por su dureza, durabilidad y resistencia al agua salada. Como tal, se usa comúnmente en la construcción naval y en la fabricación de pilotes, puentes y muelles.
El fruto de las especies del género se usa en la cocina filipina para neutralizar el sabor a pescado en el kinilaw, un plato local de pescado crudo en vinagre o jugos cítricos. Otra especie utilizada de esta manera son los frutos del árbol tabon-tabon (Atuna racemosa).

## Galería

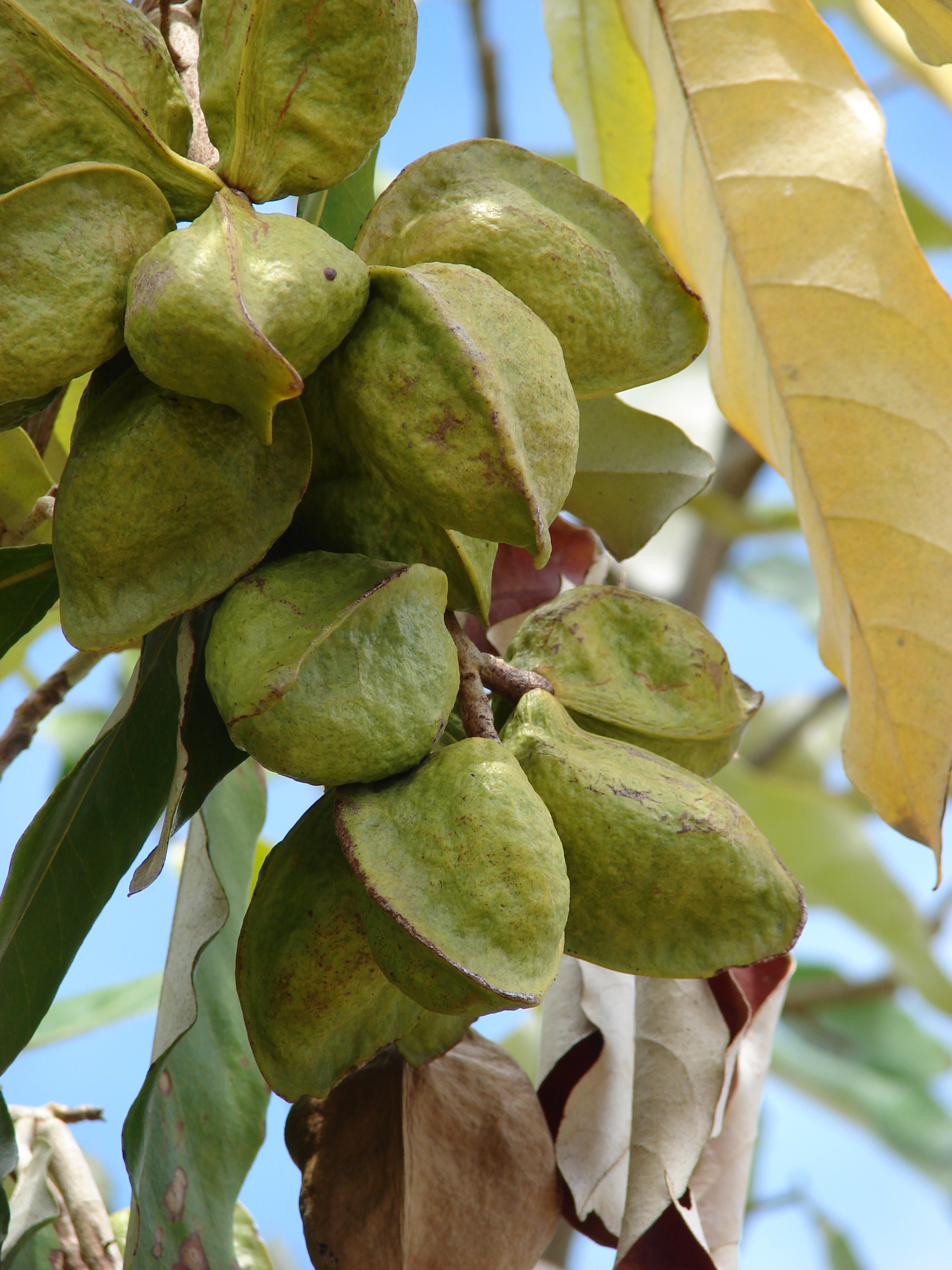
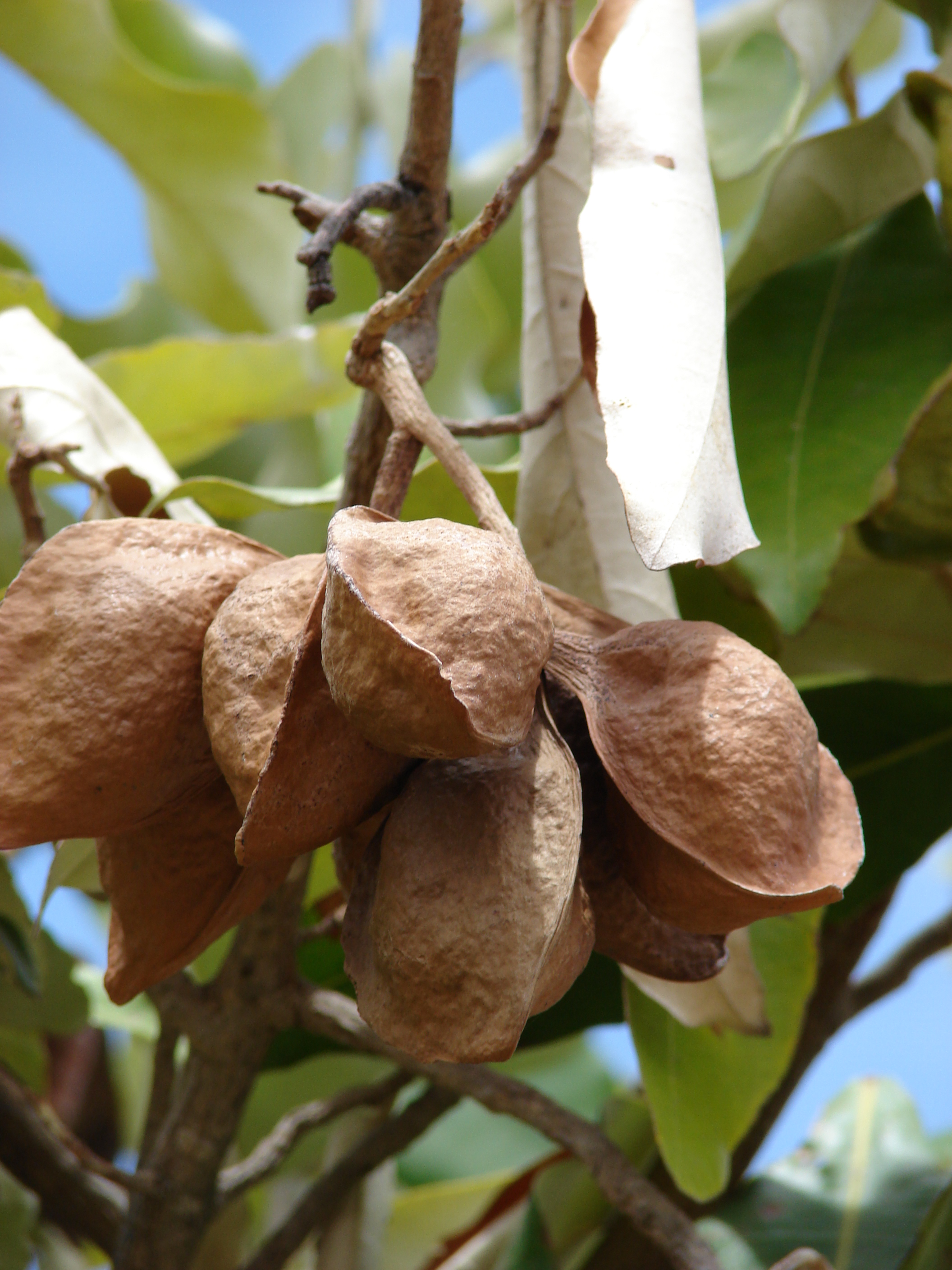
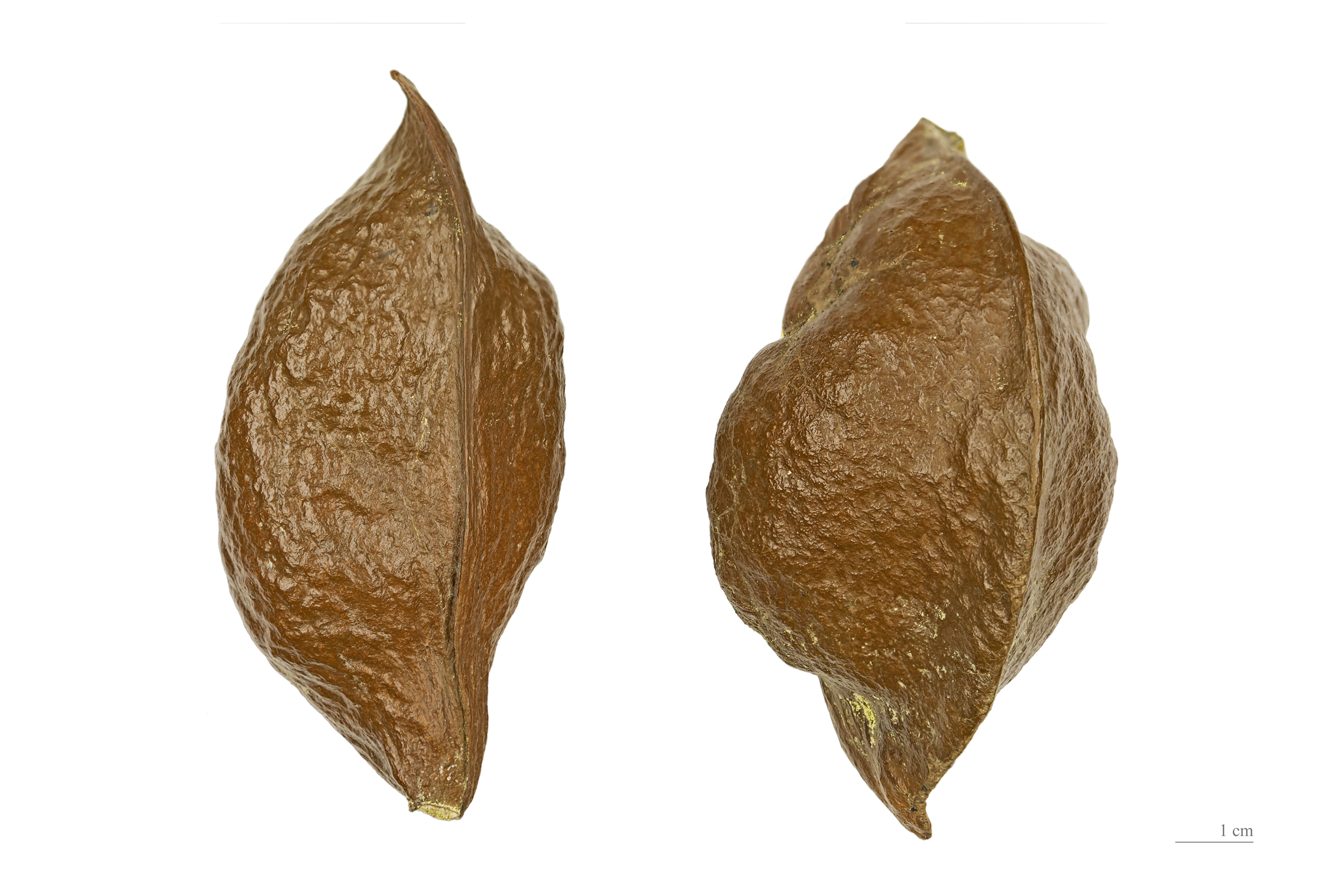
Fruto de  Heritiera littoralis
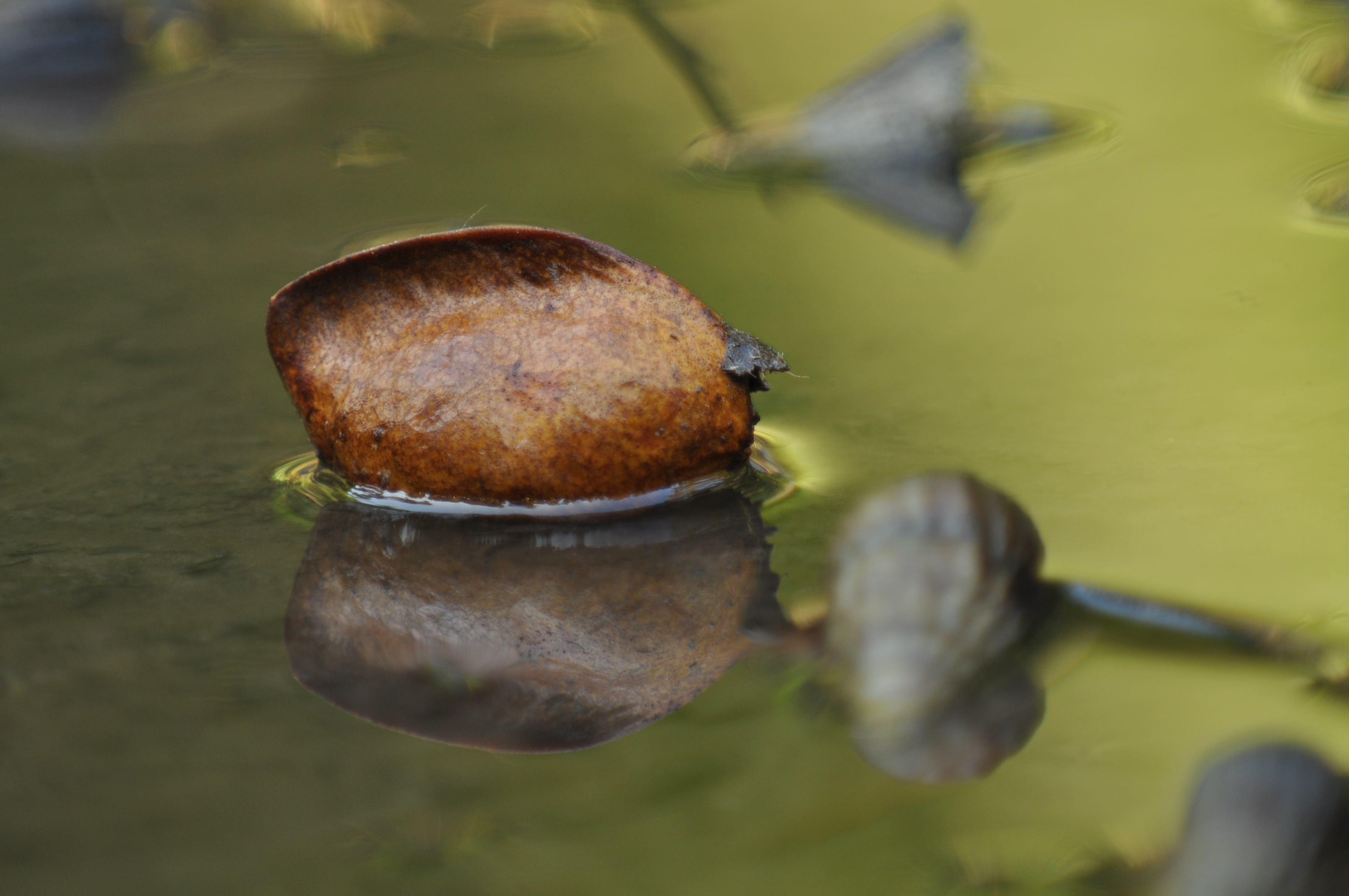
Fruto de Heritiera littoralis en manglar de Andamans.